# Pearsonia cajanifolia
Pearsonia cajanifolia är en ärtväxtart som först beskrevs av William Henry Harvey, och fick sitt nu gällande namn av Roger Marcus Polhill. Pearsonia cajanifolia ingår i släktet Pearsonia och familjen ärtväxter.

## Underarter
Arten delas in i följande underarter:
- P. c. cajanifolia
- P. c. cryptantha